# Melkhygiene
Unter Melkhygiene versteht man die erforderlichen, zum Teil gesetzlich geregelten Maßnahmen vor, während und nach dem Melken von Kühen, um Euterkrankheiten zu vermeiden. 

## Zitzenreinigung

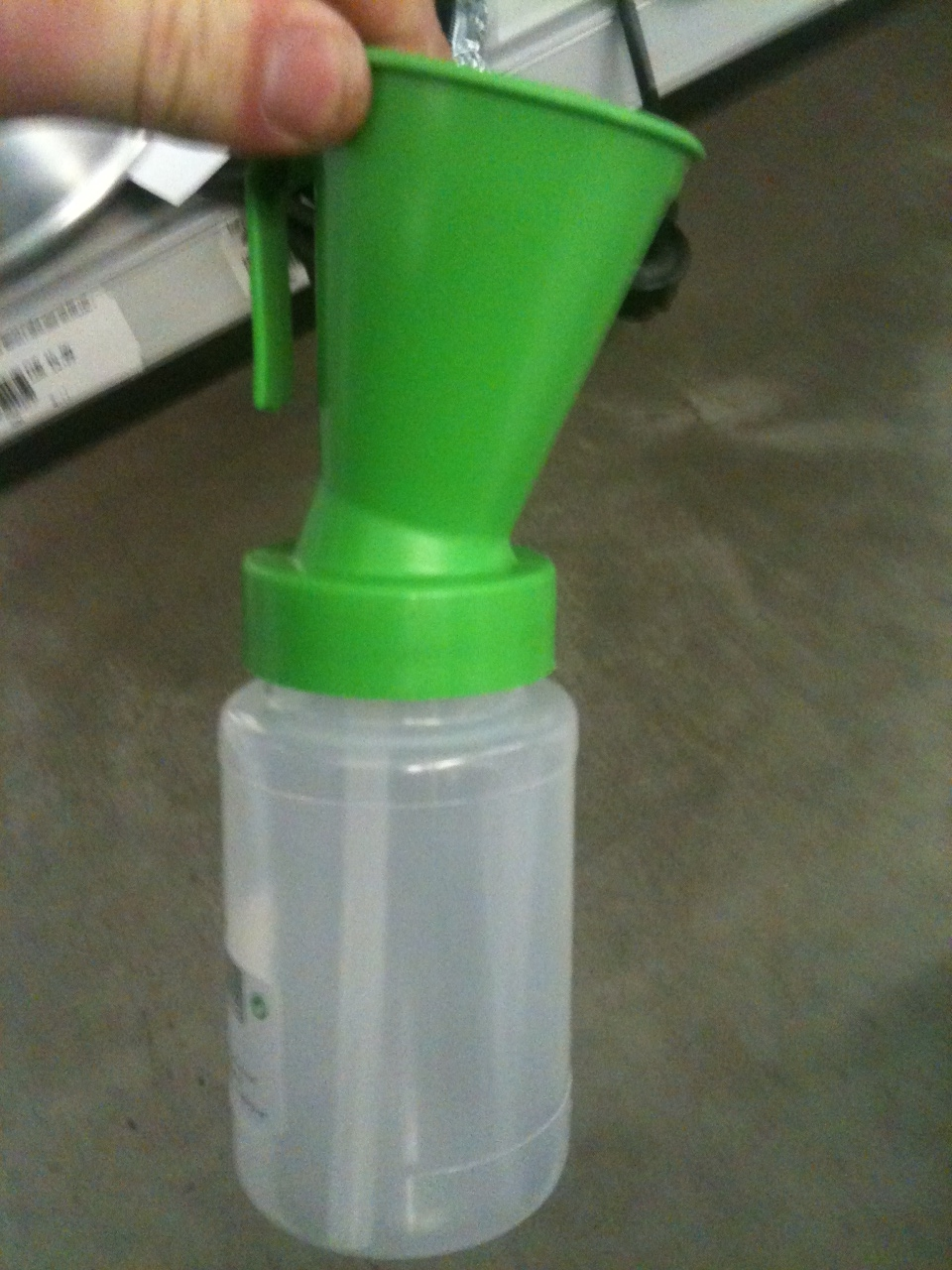
Dippbecher zur Anwendung von Dippmittel

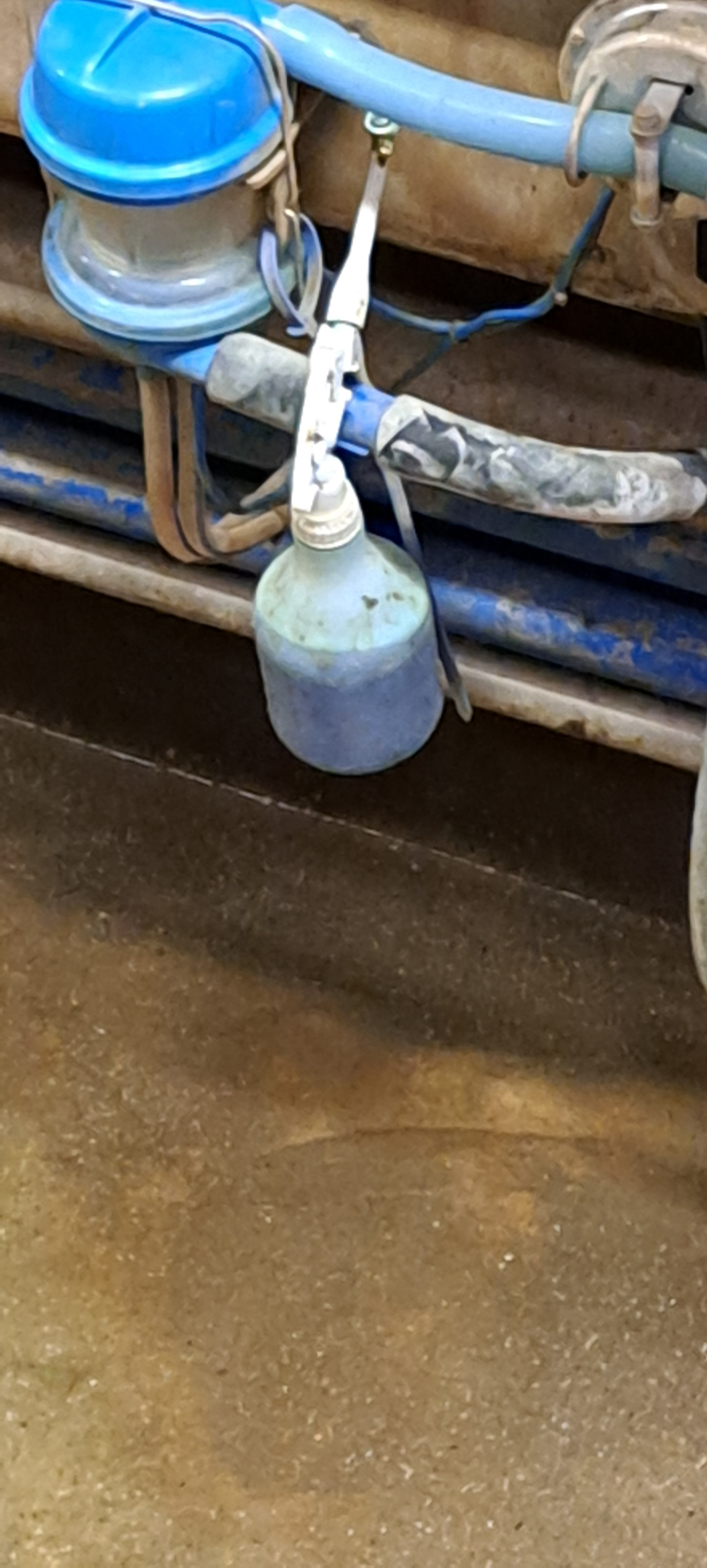
Dippbecher zum Sprühen

Vor und nach dem Melkvorgang werden die Euterzitzen der Kühe zur Vorbeugung gegen Erkrankungen mit einem Desinfektionsmittel eingerieben oder alternativ besprüht, um zu verhindern, dass Mastitiserreger in das Euter eindringen können. 
Die Konsistenz und Farbe dieser Mittel ist wahlweise durchsichtig oder weiß, flüssig oder cremig, und enthalten meist als Hauptkomponente eine Mischung aus Wasser, 0,1 % Chlorhexidindigluconat oder Nonoxinol Iod, ein wenig Alkohol sowie natürliche Fette und Wirkstoffe. Je nach Sensibilität der Kuh gibt es wie bei Menschen unterschiedliche Zusammensetzungen oder Zusätze.
Während das Maul des Jungkalbes durch die natürlichen keimtötenden Bakterien für die Mutter harmlos und auch das Handmelken diesbezüglich unproblematisch ist, ist das Reiz-Risiko bei Melkmaschinen aus Metall oder Gummi höher und kann an den Euterzitzen zu Rötungen bis hin zu schmerzhaften Entzündungen führen. Das Melken der Kuh muss dann für mehrere Tage zur Ablinderung vermieden werden. Dieser Gefahr sucht man ebenso durch Einsatz von schwachen Desinfektionsmitteln zu begegnen.